# Dusona macrofovea
Dusona macrofovea är en stekelart som beskrevs av Iwata 1960. Dusona macrofovea ingår i släktet Dusona och familjen brokparasitsteklar. Inga underarter finns listade i Catalogue of Life.